# Miroslav Brož (dirigent)
Miroslav Brož (2. června 1922 Banja Luka – 21. října 1991 Bratislava) byl slovenský dirigent a hudební skladatel. V letech 1961–82 byl prvním dirigentem Tanečního orchestru Československého rozhlasu v Bratislavě (TOČR).

## Život
V letech 1939–42 studoval na konzervatoři v Lipsku, poté soukromě na pražské konzervatoři a AMU dirigování u profesorů Rafaela Kubelíka a Pavla Dědečka a kompozici u Jaroslava Řídkého (1946–49).
V letech 1947–61 působil jako dirigent v divadlech v Českých Budějovicích, v Olomouci a v Praze, kromě toho také v letech 1949–51 dirigoval Symfonický orchestr v Karlových Varech a Armádní umělecký soubor Víta Nejedlého. V letech 1961–82 působil v Bratislavě jako hudební redaktor bratislavské redakce Československého rozhlasu a zároveň i první dirigent rozhlasového tanečního orchestru (TOČR).
Kromě dirigování také komponoval. Věnoval se orchestrálním úpravám operetních skladeb a muzikálů, ale také taneční a populární hudbě. Skládal i instrumentální skladby, scénickou hudbu k rozhlasovým a divadelním hrám a hudbu k filmům.